# Roberto Barros
Roberto Barros (Tucuruí, 7 de junho de 1984) é um guitarrista, compositor e produtor brasileiro. Mais conhecido por ser guitarrista de apoio do cantor Edu Falaschi, também fez parte das bandas Ceremonya e Estação 12.

## Carreira
Roberto começou a tocar guitarra aos 14 anos, aprendendo com professores da localidade e do exterior. Aos 18 anos, entrou em uma faculdade federal para cursar engenharia, mas preferiu dedicar-se a música. Foi lecionado por Mozart Mello no Instituto de Guitarra e Tecnologia (IG&T) em São Paulo. Tocou na banda católica Ceremonya de 2007 a 2008 e então formou a Estação 12, seguindo por algum tempo no ramo da música católica. Depois, resolveu focar-se em tocar e dar aulas de jazz. Com o convite de duplas conhecidas para tocar em turnês, também entrou no sertanejo. Assim, quando estava prestes a desistir do heavy metal, recebeu o convite do cantor Edu Falaschi, ex membro do Angra, para fazer parte de sua banda de apoio.
Sendo guitarrista de apoio de Edu Falaschi desde 2017, Roberto fez turnês em vários lugares do mundo, tais como Europa, América Latina e Japão. Em 2019, Edu Falaschi e sua banda de apoio, que além de Roberto conta com Aquiles Priester, Fábio Laguna, Diogo Mafra e Raphael Dafras, gravaram o primeiro DVD solo de Edu. O DVD contou com a participação do maestro de música erudita brasileira, João Carlos Martins, acompanhado de sua orquestra, a Bachiana Filarmônica do Sesi-SP.
Em 2021, Roberto fez parte do lançamento do álbum Vera Cruz, onde ele foi arranjador, compositor e produtor junto ao Edu Falaschi, além de participar da turnê em promoção ao álbum. Neste ano, o guitarrista assinou com a marca australiana Ormsby Guitars, especializada em guitarras multi escala, tornando-se o primeiro brasileiro a ser endossado pela da marca. Além disso, se reuniu com Aquiles Priester para compor e gravar, em dupla, o disco instrumental PsychOctopus X Cyborg e foi capa da revista Guitar Load.
Nos rankings de 2018 a 2020, Roberto Barros foi eleito pela revista Roadie Crew três vezes consecutivas o segundo melhor guitarrista do Brasil. Em 2022, alcançou o primeiro lugar sendo eleito o melhor guitarrista nacional de 2021, segundo os leitores da revista.

## Estilo musical e influências
Roberto contou que sua primeira influência foi o hard rock e que se inspirava muito em Slash do Guns n' Roses, e também em Dr. Sin, Mr Big e Racer X. Depois, aos 21 anos, começou a gostar de death metal e dos subgêneros sinfónico e technical. Também citou Chopin, Coltrane, Shawn Lane, Lizst, entre outros.

## Vida pessoal
Roberto reside na cidade de Peruíbe, São Paulo e é solteiro. Em 2002, sofreu um acidente onde a ponta de seu dedo foi decepada. Ficou três anos sem tocar guitarra e afirmou: "Fiquei alucinado para voltar e isso virou uma obsessão."

## Discografia
Com Edu Falaschi
- The Glory of Sacred Truth (2019)
- TOS in Concert (2020)
- Vera Cruz (2021)
- Eldorado (2023)